# Diagrapta bellula
Diagrapta bellula là một loài bướm đêm trong họ Noctuidae.